# Pedicularis koueytchensis
Pedicularis koueytchensis är en snyltrotsväxtart som beskrevs av Bonati. Pedicularis koueytchensis ingår i släktet spiror, och familjen snyltrotsväxter. Inga underarter finns listade i Catalogue of Life.